# 朱溥恩

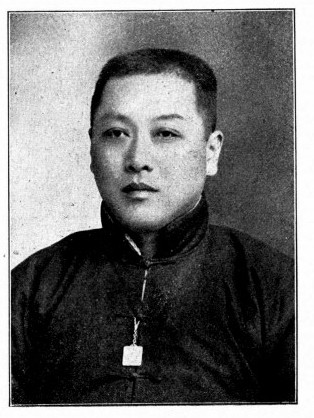
《民国之精华》中的朱溥恩照片

朱溥恩（1874年—1959年）字稚竹，江苏常州三井乡长沟村人。中华民国政治人物。

## 生平
同治十三年（1874年），朱溥恩出生。朱溥恩是清朝末年秀才，成为优廪生、候选训导。此后，朱溥恩在三井长沟村的朱氏宗祠内创办乔荫两等小学堂，自任校长，聘请邻村许家塘人许鼎成（进士）、薛家桥人吴宗泰（秀才）任教师，在该校推行新式教育。由于该校办学成绩突出，历年考取常州府中学堂的学生较多，引起常州府中学堂监督兼武进县视学屠元博的重视。1909年，朱溥恩获屠元博聘为常州府中学堂庶务长。此后，朱溥恩全家迁居局前街先贤祠（今局小东首）。在屠元博的影响之下，朱溥恩成为屠元博从事反清革命的同仁。1909年，朱溥恩当选为江苏谘议局议员。1910年，朱溥恩发起武阳农会，担任总干事，筹备光复常州事宜。
1912年4月21日，朱溥恩、屠元博在16人秘密结社的基础上，与各乡联合成立“公民同志会”（后来曾一度改组为同盟会组织），朱溥恩、屠元博担任会长。城乡入会者超过5000人。1912年8月，公民同志会改组为国民党武进分部，朱溥恩、屠元博分别担任正、副部长。国民党武进分部积极参加江苏省议会、国会选举，与共和党竞争，共和党惨败。
朱溥恩、屠元博当选为中华民国第一届国会众议院议员后，赴北京任职，参加制订宪法。1913年二次革命失败后，袁世凯解散国会，屠元博寓居天津，朱溥恩弃职回到常州。1916年，第一届国会恢复，屠元博、朱溥恩复任国会众议员。府院之争后，屠元博寓居天津。 1917年段祺瑞掌权，孙中山南下广州开展护法运动，成立非常国会，朱溥恩也南下广州参加非常国会，参与选举孙中山为非常大总统。
在蒋介石统治中国的22年间，朱溥恩一直退休在家，住在自己建造的长沟别墅，未任官职，尽管当时他的不少老相识如林森、居正、吴稚晖、李根源等人都在中国国民党主导的政坛上身居高位。吴稚晖还曾亲赴常州探望朱溥恩。经常出入朱溥恩家的中国共产党人大约有十多位。1939年春，朱溥恩曾请他的老师杨赓绍（清朝举人）来家居住了一段时间。
1959年4月，朱溥恩病逝于长沟别墅，享年85岁。